# HMS Hardy (H87)
HMS Hardy (H87) là một soái hạm khu trục dẫn đầu lớp tàu khu trục H được Hải quân Hoàng gia Anh Quốc chế tạo vào giữa những năm 1930. Trong cuộc Nội chiến Tây Ban Nha vào các năm 1936–1939, nó thực thi chính sách cấm vận vũ khí mà Anh và Pháp áp đặt cho các bên xung đột trong thành phần Hạm đội Địa Trung Hải. Khi Chiến tranh Thế giới thứ hai nổ ra, nó được chuyển đến Freetown, Sierra Leone vào tháng 10 năm 1939 để truy lùng các tàu cướp tàu buôn Đức ở Nam Đại Tây Dương cùng Lực lượng K. Sau khi quay về Anh vào đầu năm 1940, nó trở thành soái hạm của Chi hạm đội Khu trục 2 trực thuộc Hạm đội Nhà. Trong Chiến dịch Na Uy, nó tham gia trận Narvik thứ nhất vào ngày 10 tháng 4 năm 1940, nơi nó đánh chìm một tàu khu trục Đức; nhưng khi các con tàu Anh rút lui, chúng đụng độ với hai tàu khu trục đối phương khác, khiến Hardy bị hư hại nặng và buộc phải mắc cạn. Con tàu bị thủy triều nâng lên và lật úp sau đó.

## Thiết kế và chế tạo
Hardy có trọng lượng choán nước tiêu chuẩn 1.455 tấn Anh (1.478 t), và lên đến 2.053 tấn Anh (2.086 t) khi đầy tải. Nó có chiều dài chung 337 foot (102,7 m), mạn thuyền rộng 34 foot (10,4 m) và độ sâu của mớn nước là 12 foot 9 inch (3,9 m). Nó được dẫn động bởi hai turbine hơi nước Parsons truyền động ra hai trục chân vịt, sản sinh tổng công suất 38.000 mã lực càng (28.000 kW), cho phép nó đạt tốc độ tối đa 36 hải lý trên giờ (67 km/h; 41 mph). Hơi nước được cung cấp bởi ba nồi hơi ống nước Admiralty. Greyhound có thể mang theo tối đa 470 tấn Anh (480 t) dầu đốt, cho phép một tầm hoạt động tối đa 5.530 hải lý (10.240 km; 6.360 mi) ở tốc độ 15 hải lý trên giờ (28 km/h; 17 mph). Thành phần thủy thủ đoàn của nó bao gồm 137 sĩ quan và thủy thủ trong thời bình,
Con tàu được trang bị năm khẩu pháo QF 4,7 inch (120 mm) Mk. XII L/45 trên các tháp pháo nòng đơn. Cho mục đích phòng không, Hardy có hai khẩu đội súng máy 0,5 in (13 mm) Mk.III bốn nòng. Nó còn có hai bệ ống phóng ngư lôi bốn nòng trên mặt nước dành cho ngư lôi 21 in (530 mm). Một đường ray thả mìn sâu và hai máy phóng được trang bị; ban đầu nó mang theo 20 quả mìn sâu, nhưng được tăng lên 35 quả không lâu sau khi chiến tranh bắt đầu.
Hardy được đặt hàng vào ngày 12 tháng 12 năm 1934 trong Chương trình Chế tạo Hải quân 1934. Nó được đặt lườn vào ngày 30 tháng 5 năm 1935 tại xưởng tàu của hãng Cammell Laird and Company ở Birkenhead; được hạ thủy vào ngày 7 tháng 4 năm 1936 và hoàn tất vào ngày 11 tháng 12 năm 1936 với chi phí 278.482 Bảng Anh, không tính đến các thiết bị do Bộ Hải quân Anh cung cấp như vũ khí, đạn dược và thiết bị thông tin liên lạc.

## Lịch sử hoạt động
Sau khi nhập biên chế, Hardy được phân về Chi hạm đội Khu trục 2 trực thuộc Hạm đội Địa Trung Hải. Nó đã tuần tra tại vùng biển Tây Ban Nha từ năm 1937 đến năm 1939 khi xảy ra cuộc nội chiến tại đây nhằm thực thi chính sách cấm vận vũ khí đối với các bên xung đột. Sau khi tàu khu trục chị em HMS Hunter trúng phải một quả mìn ngoài khơi Almeria vào ngày 13 tháng 5 năm 1937, Hardy đã túc trực bên cạnh để hỗ trợ nếu cần thiết. Nó đang neo đậu tại Palma, Majorca vào ngày 23 tháng 5 năm 1937 khi cảng này bị lực lượng Không quân Cộng hòa Tây Ban Nha ném bom, nhưng nó không bị hư hại. Khi cuộc xung đột chấm dứt vào năm 1939, nó bắt đầu được tái trang bị tại Xưởng tàu Devonport từ ngày 2 tháng 6 đến ngày 29 tháng 7. Con tàu đang ở tại Malta khi Chiến tranh Thế giới thứ hai nổ ra vào tháng 9 năm 1939.
Đến tháng 10, Hardy được chuyển đến Freetown, Sierra Leone để truy tìm các tàu cướp tàu buôn Đức ở khu vực Nam Đại Tây Dương cùng Lực lượng K. Nó cùng các tàu nữa chị em HMS Hostile, HMS Hereward và HMS Hasty đã gặp gỡ tàu chiến-tuần dương HMS Renown, tàu sân bay HMS Ark Royal và tàu tuần dương hạng nhẹ HMS Neptune vào ngày 17 tháng 12. Chúng được tiếp nhiên liệu tại Rio de Janeiro, Brasil trước khi tiếp tục đi đến cửa sông Río de la Plata, đề phòng trường hợp chiếc thiết giáp hạm bỏ túi Đức Admiral Graf Spee tìm cách thoát khỏi Montevideo, Uruguay, nơi nó tạm thời tị nạn sau khi bị hư hại trong trận River Plate. Hardy trải qua một đợt tái trang bị ngắn tại Devonport từ ngày 25 tháng 1 đến ngày 12 tháng 2 năm 1940, rồi được điều sang Greenock, Scotland làm nhiệm vụ hộ tống vận tải. Nó gia nhập trở lại Chi hạm đội Khu trục 2 thuộc Hạm đội Nhà tại Scapa Flow vào ngày 9 tháng 3, và trở thành soái hạm đơn vị này.
Vào ngày 6 tháng 4, Hardy cùng phần còn lại của Chi hạm đội Khu trục 2 hộ tống bốn tàu khu trục rải mìn thuộc Chi hạm đội Khu trục 20 khi chúng lên đường thực hiện Chiến dịch Wilfred, một đợt rải mìn ở Vestfjord nhằm ngăn chặn việc vận chuyển quặng sắt Thụy Điển từ Narvik đến Đức. Mìn được rải vào sáng ngày 8 tháng 4, trước khi quân Đức bắt đầu cuộc tấn công, và các tàu khu trục gia nhập trở lại cùng Renown và các tàu hộ tống.
Bộ Hải quân Anh ra lệnh cho Đại tá Hải quân Warburton-Lee tấn công tàu bè Đức tại Narvik vào ngày 9 tháng 4. Sáng hôm sau, Hardy dẫn đầu bốn tàu chị em xâm nhập Ofotfjord cho một cuộc tấn công bất ngờ cảng Narvik trong hoàn cảnh bão tuyết. Một quả ngư lôi của Hardy đã đánh trúng soái hạm chi hạm đội Đức, tàu khu trục Z21 Wilhelm Heidkamp và làm thiệt mạng chỉ huy hải đội, Thiếu tướng Hải quân Friedrich Bonte. Heidkamp bị đắm sáng hôm sau. Một quả ngư lôi khác đánh trúng đuôi một tàu buôn; nhưng một loạt bốn quả ngư lôi thứ hai nhắm vào hai tàu khu trục Đức khác bị trượt, chỉ làm hư hại nặng bến tàu. Sau khi tập trung lực lượng trở lại, Đại tá Warburton-Lee chỉ huy một đợt tấn công khác vào cảng cùng buổi sáng hôm đó, nhưng không gây thiệt hại gì đáng kể do tầm nhìn kém.

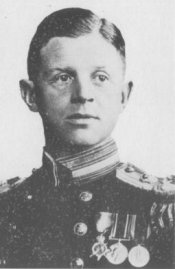
Đại tá Warburton-Lee

Khi các tàu khu trục Anh kết thúc đợt tấn công thứ hai, chúng đối đầu với thêm ba tàu khu trục Đức. Các tàu khu trục Anh tìm cách rút lui về phía Tây, nhưng bị các tàu Đức truy đuổi. Thêm hai tàu khu trục Đức cắt ngang chữ T các con tàu Anh và nhanh chóng vô hiệu các khẩu pháo phía trước của Hardy. Nhiều phát bắn trúng khác vào cầu tàu và cấu trúc thượng tầng khiến nó bốc cháy, làm tử thương Đại tá Warburton-Lee và làm thiệt mạng hay bị thương mọi người trên cầu tàu, ngoại trừ Sĩ quan tiếp liệu G.H. Stanning, thư ký của hạm trưởng. Mặc dù bản thân bị thương nặng, ông nắm chỉ huy và ra lệnh cho mắc cạn con tàu tại Vidrek sau khi nhiều phát bắn trúng khác làm hỏng nồi hơi. Sĩ quan thuyền phó, người không có mặt trên cầu tàu, tiếp nhận quyền chỉ huy và ra lệnh bỏ tàu. Một số thủy thủ trì hoãn việc này cho đến khi quả ngư lôi cuối cùng được phóng nhắm vào tàu Đức một cách vô vọng, và khẩu pháo số 4 bắn cho đến khi hết đạn.
Đại tá Warburton-Lee được đưa lên bờ nhưng từ trần một giờ sau đó do vết thương trên đầu. 139 người khác cũng lên được bờ, trong đó có 26 người bị thương nặng. Warburton-Lee sau đó được truy tặng huân chương Chữ thập Victoria. Do thủy triều dâng cao, Hardy bị nhấc khỏi nơi mắc cạn và trôi dạt đến cửa vũng biển Skjomen, nơi nó lật úp ở vùng biển nông ở tọa độ 68°24′B 17°12′Đ / 68,4°B 17,2°Đ. Cho đến năm 1963, xác tàu đắm vẫn còn được nhìn thấy.